# Julija Džymová
Julija Džymová, celým jménem Julija Valentynivna Džymová (ukrajinsky Юлія Валентинівна Джима, * 19. září 1990, Kyjev, Sovětský svaz, dnes Ukrajina), je ukrajinská biatlonistka a olympijská vítězka ženské štafety ze Zimních olympijských her 2014.
Světového poháru se účastní od sezóny 2011/2012. Ve své dosavadní kariéře vítězila v jednom individuálním závodě, když triumfovala vytrvalostním závodě v Pokljuce v prosinci 2018. V kolektivních závodech zvítězila mimo olympijské hry celkem třikrát.
Studovala žurnalistiku na Sumské státní univerzitě v Sumách.

## Výsledky

### Olympijské hry a mistrovství světa
| Sezóna  | D   | Místo                | SP  | SZ  | HZ  | IZ  | ŠT  | SŠT | SZD | Věk    |
| ------- | --- | -------------------- | --- | --- | --- | --- | --- | --- | --- | ------ |
| 2016/17 | MS  | Hochfilzen           | 22. | 23. | 6.  | 9.  | 2.  | 5.  | –   | 26 let |
| 2017/18 | ZOH | Pchjongčchang        | –   | –   | –   | 6.  | 11. | 7.  | –   | 27 let |
| 2018/19 | MS  | Östersund            | 54. | DNS | –   | 12. | 3.  | –   | –   | 28 let |
| 2019/20 | MS  | Anterselva           | 22. | 19. | –   | 37. | 3.  | 5.  | –   | 29 let |
| 2020/21 | MS  | Pokljuka             | 37. | 25. | –   | 32. | 3.  | 4.  | –   | 30 let |
| 2021/22 | ZOH | Peking               | 8.  | 13. | 7.  | 10. | 7.  | 13. | ×   | 31 let |
| 2022/23 | MS  | Oberhof              | 29. | 14. | –   | 40. | –   | 10. | –   | 32 let |
| 2023/24 | MS  | Nové Město na Moravě | 21. | 35. | –   | 39. | 6.  | 7.  | –   | 33 let |
| 2024/25 | MS  | Lenzerheide          | 18. | 22. | 24. | 5.  | 11. | –   | 20. | 34 let |

Poznámka: Výsledky z olympijských her se do hodnocení světového poháru nezapočítávají; výsledky z mistrovství světa se dříve započítávaly, od mistrovství světa v roce 2023 se nezapočítávají.

## Vítězství v závodech světového poháru a na olympijských hrách

### Individuální
| Č. | sezóna    | datum            | místo               | disciplína         |
| -- | --------- | ---------------- | ------------------- | ------------------ |
| 1. | 2018/2019 | 6. prosince 2018 | Pokljuka, Slovinsko | vytrvalostní závod |

### Kolektivní
| Č.                            | sezóna    | datum            | místo                | disciplína |
| ----------------------------- | --------- | ---------------- | -------------------- | ---------- |
| 1.                            | 2012/2013 | 3. ledna 2013    | Oberhof, Německo     | štafeta    |
| 2.                            | 2013/2014 | 7. prosince 2013 | Hochfilzen, Rakousko | štafeta    |
| OH                            | 2013/2014 | 21. února 2014   | Soči, Rusko, (ZOH)   | štafeta    |
| 3.                            | 2015/2016 | 17. ledna 2016   | Ruhpolding, Německo  | štafeta    |
| – závod na olympijských hrách |           |                  |                      |            |